# Rhododendron argyrophyllum
Rhododendron argyrophyllum är en ljungväxtart. Rhododendron argyrophyllum ingår i släktet rododendron, och familjen ljungväxter.

## Underarter
Arten delas in i följande underarter:
- R. a. argyrophyllum
- R. a. nankingense
- R. a. omeiense
- R. a. glabriovarium

## Bildgalleri

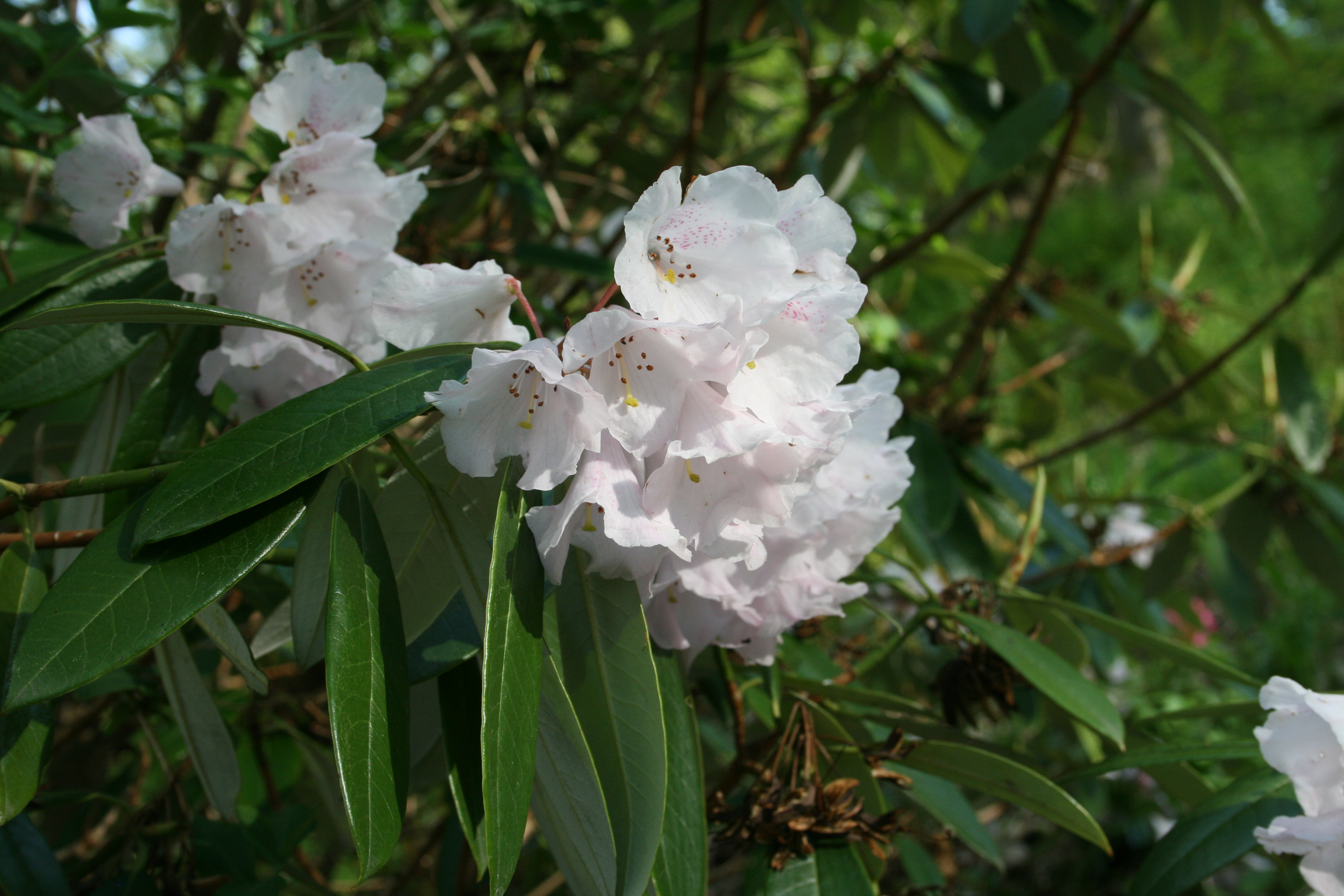
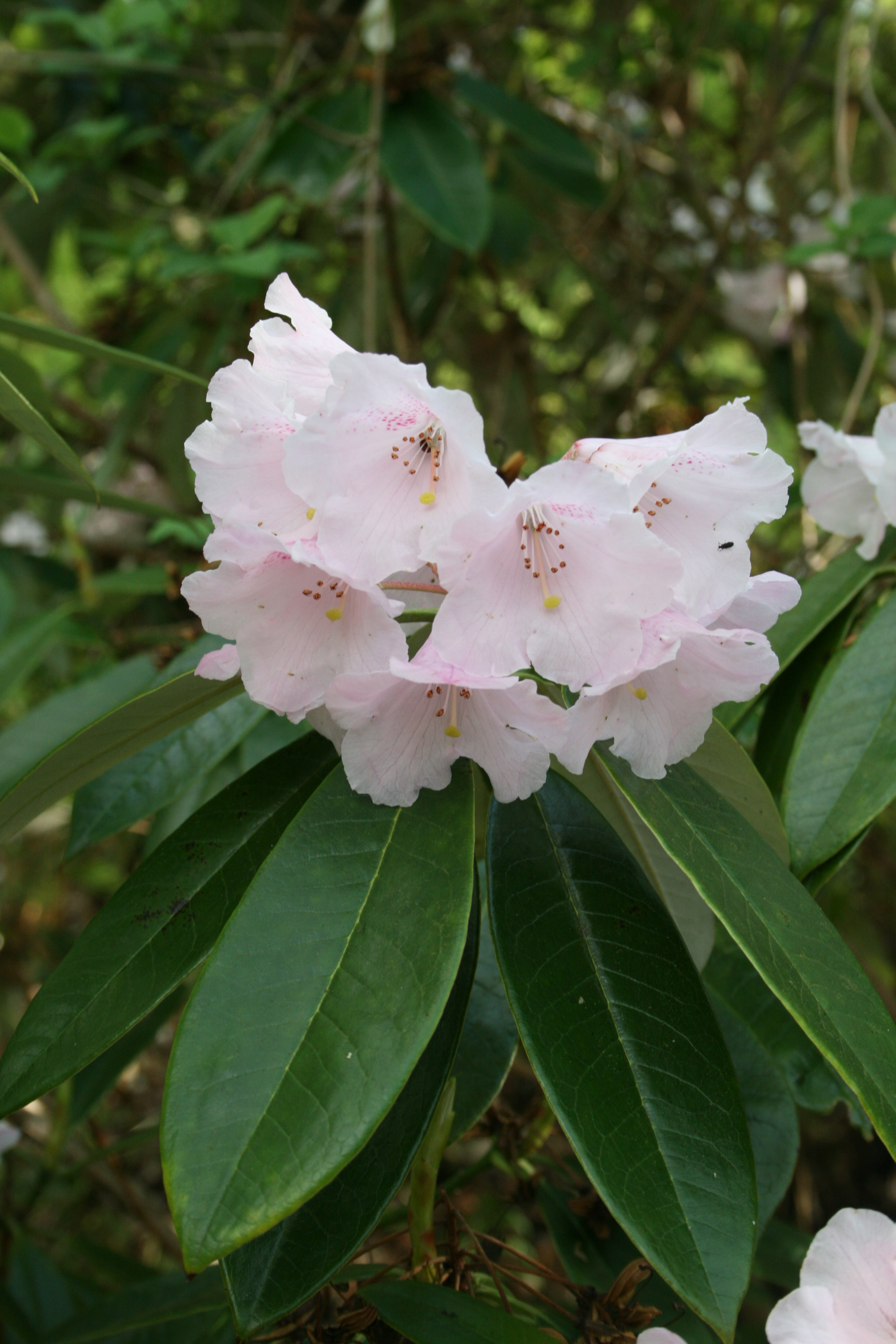
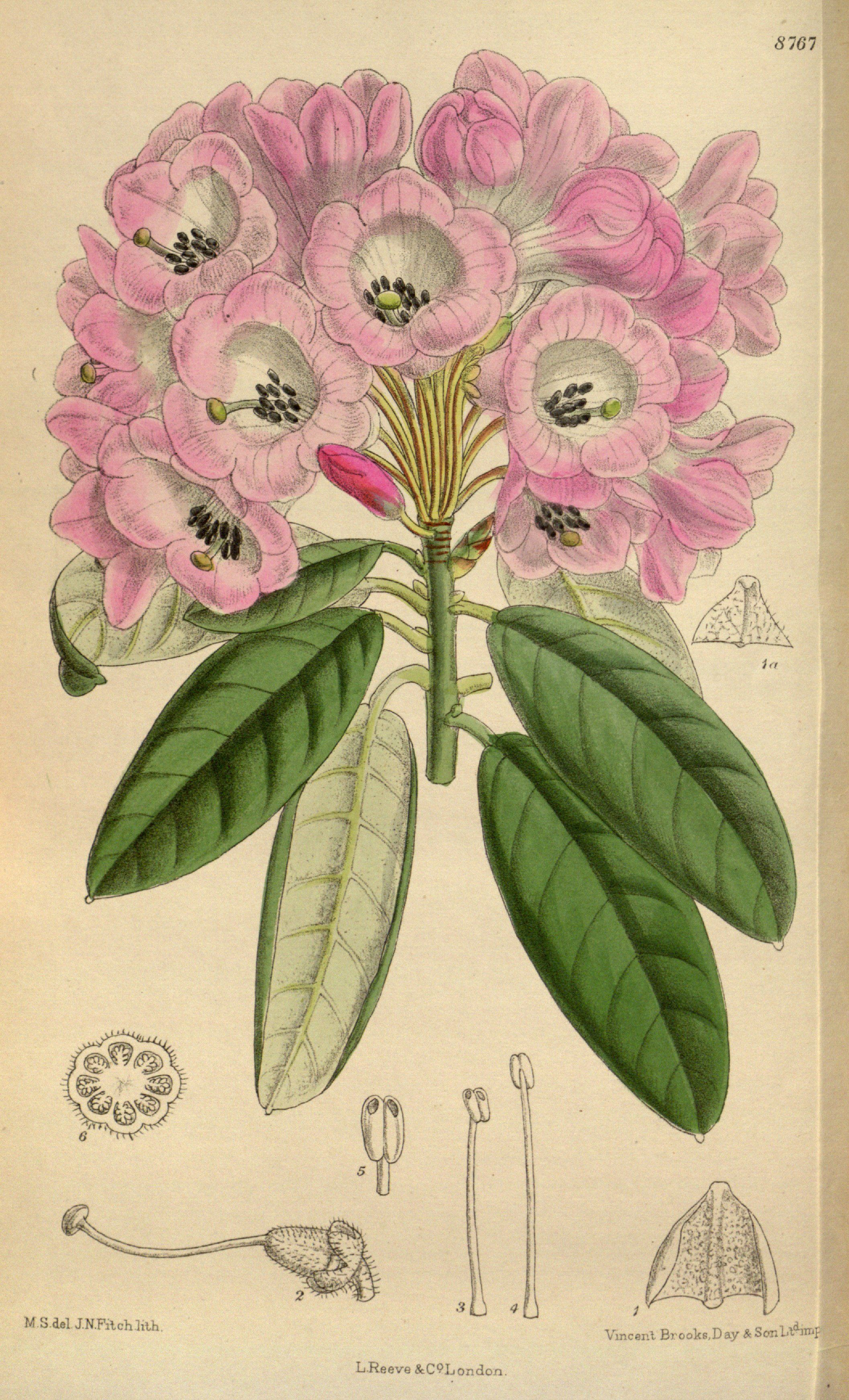
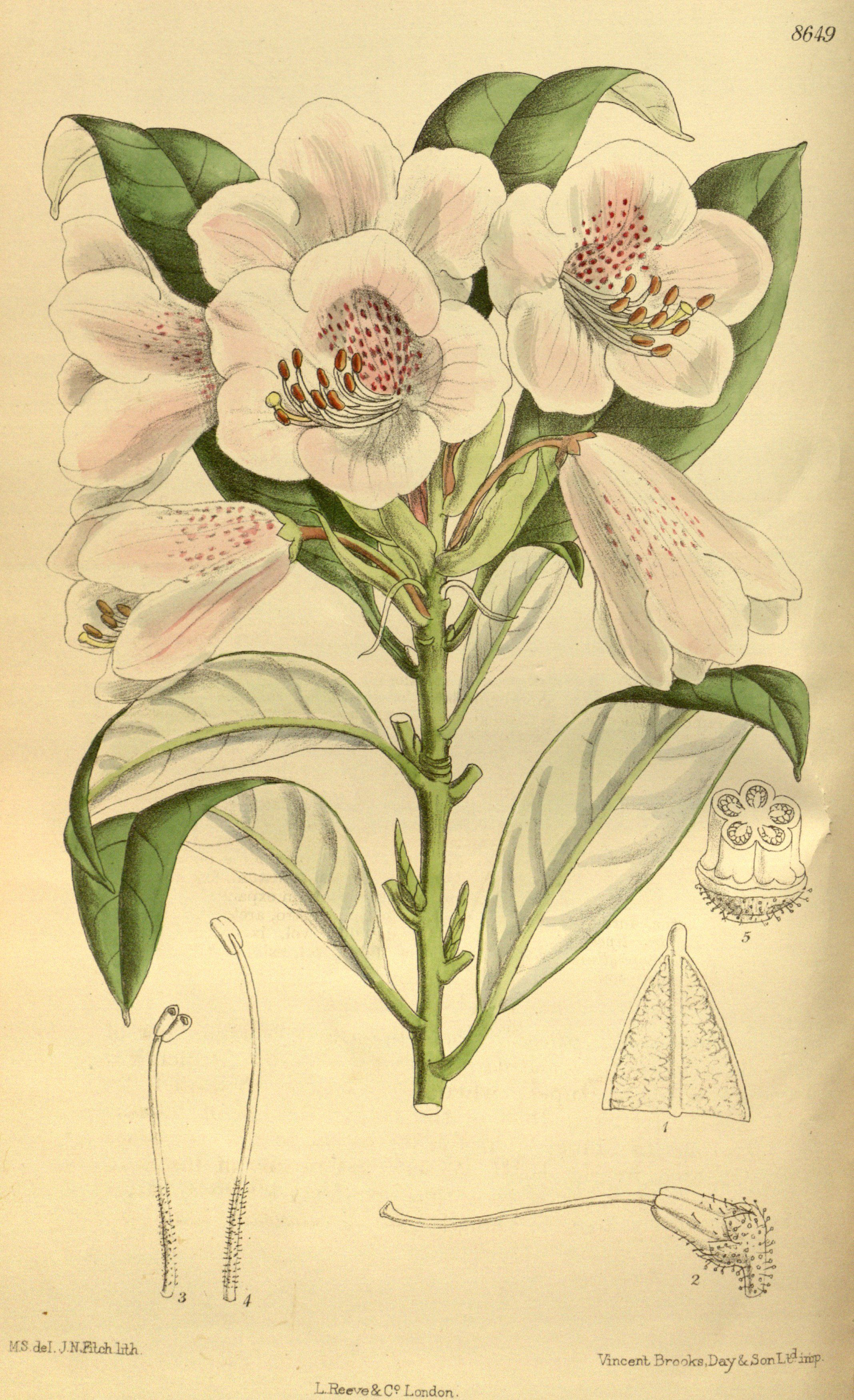